# Fouilloy (Somme)
Fouilloy [fujwa] (picardisch: Fouilloé) ist eine nordfranzösische Gemeinde mit 1762 Einwohnern (Stand 1. Januar 2022) im Département Somme in der Region Hauts-de-France. Die Gemeinde liegt im Arrondissement Amiens, im Kanton Corbie und ist Teil der Communauté de communes du Val de Somme.

## Geographie
Die im Tal am linken Ufer der Somme unmittelbar südlich von Corbie gelegene Gemeinde ist durch eine Brücke mit Corbie, mit dem es eine Siedlungseinheit bildet, verbunden. Das Mémorial national australien für die im Ersten Weltkrieg gefallenen australischen Soldaten liegt neben dem britischen Soldatenfriedhof auf einer Anhöhe im Gebiet der Gemeinde.

## Geschichte
In Fouilloy wurden Reste einer gallo-römischen Villa entdeckt. Das Dorf wird in Handschriften des 7. Jahrhunderts genannt. Im Mittelalter war es eine befestigte Vorstadt von Corbie. Im 13. Jahrhundert bestand ein Leprosenhaus. Die königliche Propstei wurde 1430 nach Corbie verlegt. Während der Belagerung durch spanische Truppen 1636 wurde die Kollegiatkirche in Brand gesteckt. 1789 wurde Fouilloy eine von Corbie unabhängige Gemeinde.
Im Sommer 1914 war Fouilloy kurzzeitig von deutschen Truppen besetzt. Von 1915 bis 1918 war es einer der Hauptstützpunkte der britischen Truppen. Im April 1918 fanden auf den Höhen um die Gemeinde heftige Kämpfe statt.
Die im Ersten Weltkrieg erheblich zerstörte Gemeinde erhielt als Auszeichnung das Croix de guerre 1914–1918.
| 1962 | 1968 | 1975 | 1982 | 1990 | 1999 | 2006 | 2018 |
| ---- | ---- | ---- | ---- | ---- | ---- | ---- | ---- |
| 1047 | 1391 | 1753 | 1658 | 1627 | 1734 | 1803 | 1828 |

## Sehenswürdigkeiten

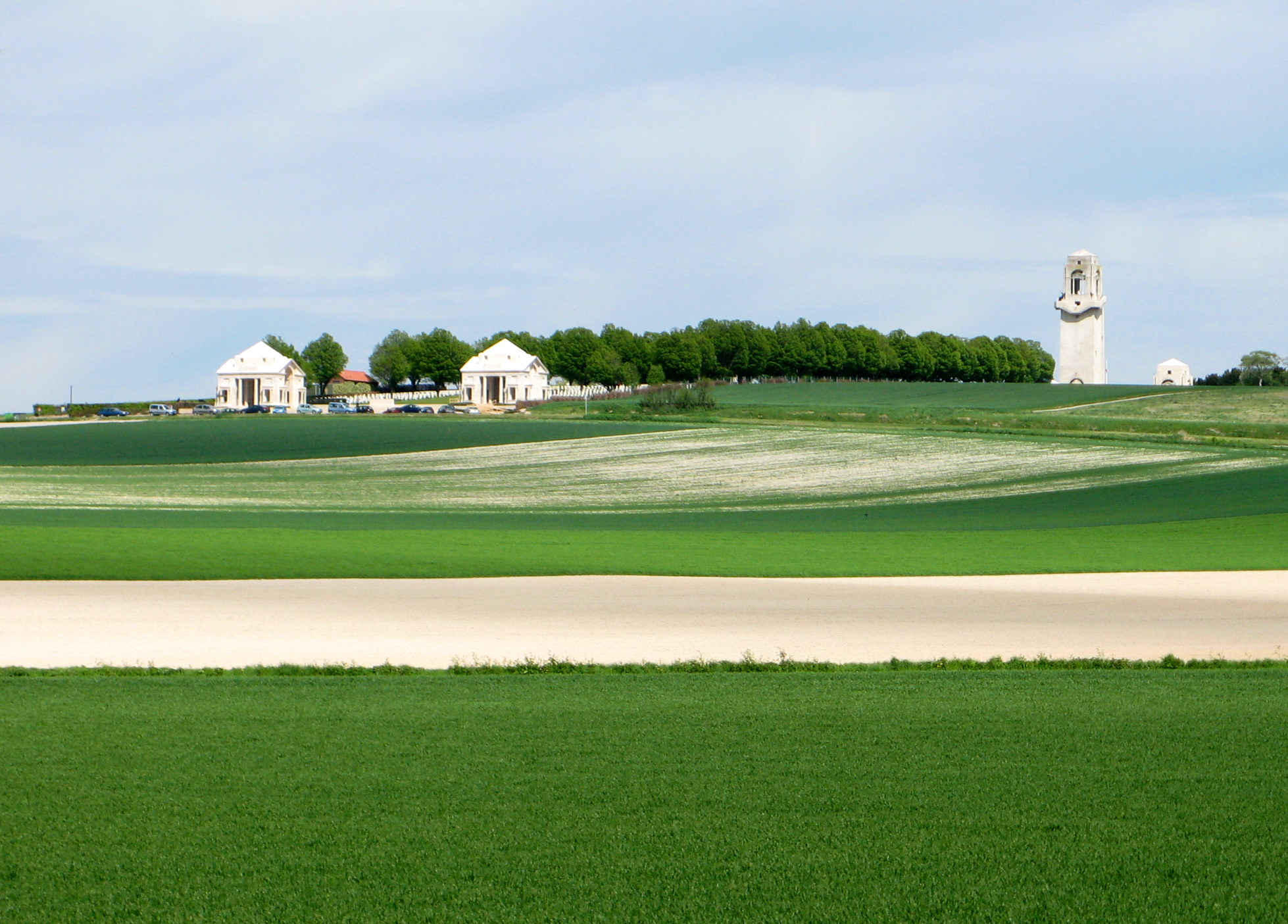
Soldatenfriedhof Villers-Bretonneux Military Cemetery und australische Gedenkstätte Mémorial national australien de Villers-Bretonneux zwischen Fouilloy und Villers-Bretonneux

- Mehrfach zerstörte Kirche Saint-Mathieu, jetzt ein Bau aus den 1950er Jahren
- Kriegerdenkmal 1870/71 auf dem Friedhof und das Kriegerdenkmal 1914/1918 neben der Kirche
- Schlossartige Mairie vom Ende des 19. Jahrhunderts
- Mémorial australien und britischer Soldatenfriedhof auf der Anhöhe Richtung Villers-Bretonneux
- Färberei in einer Mühle aus dem 19. Jahrhundert

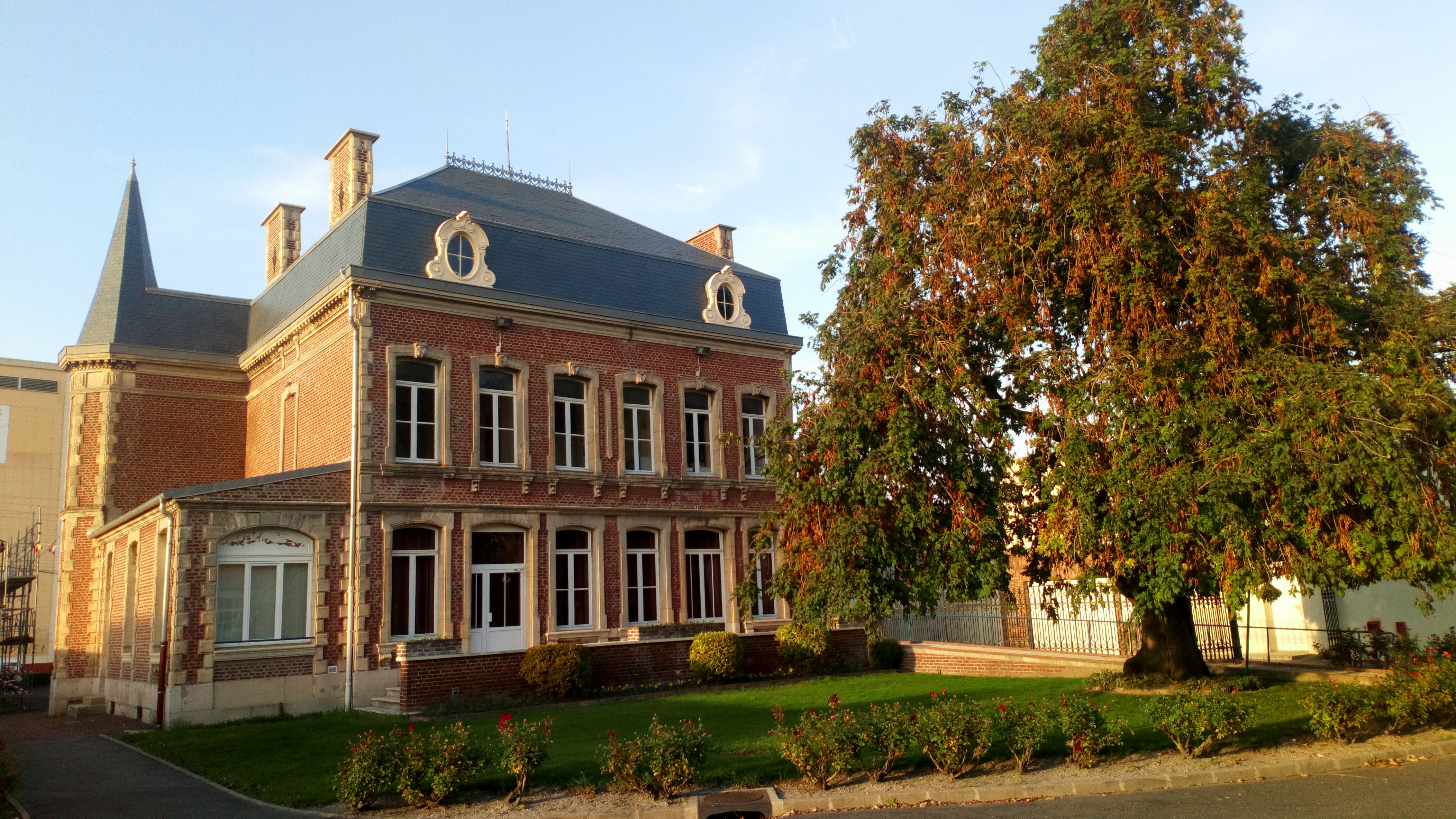
Mairie (Rathaus)
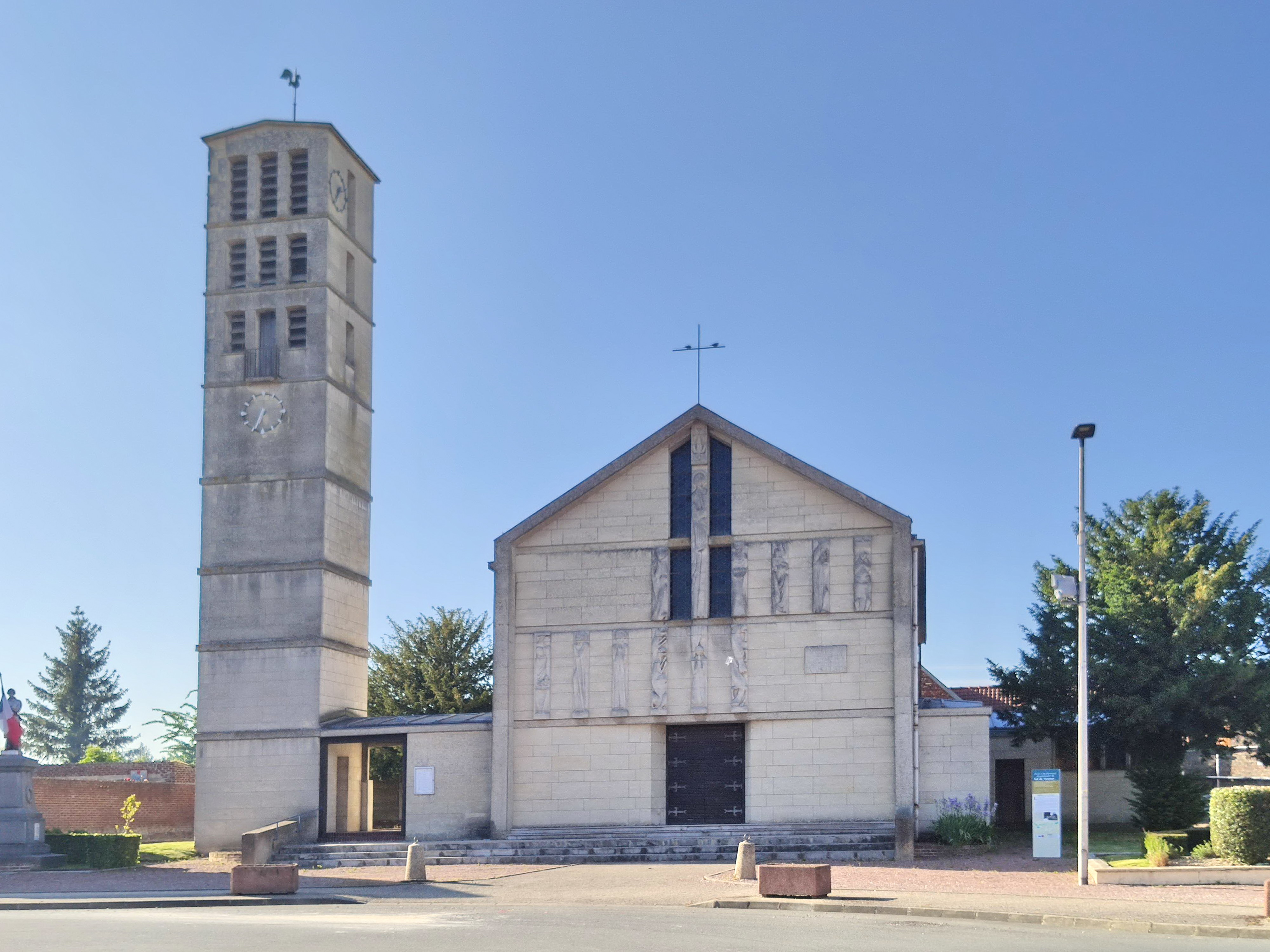
Kirche Saint-Mathieu
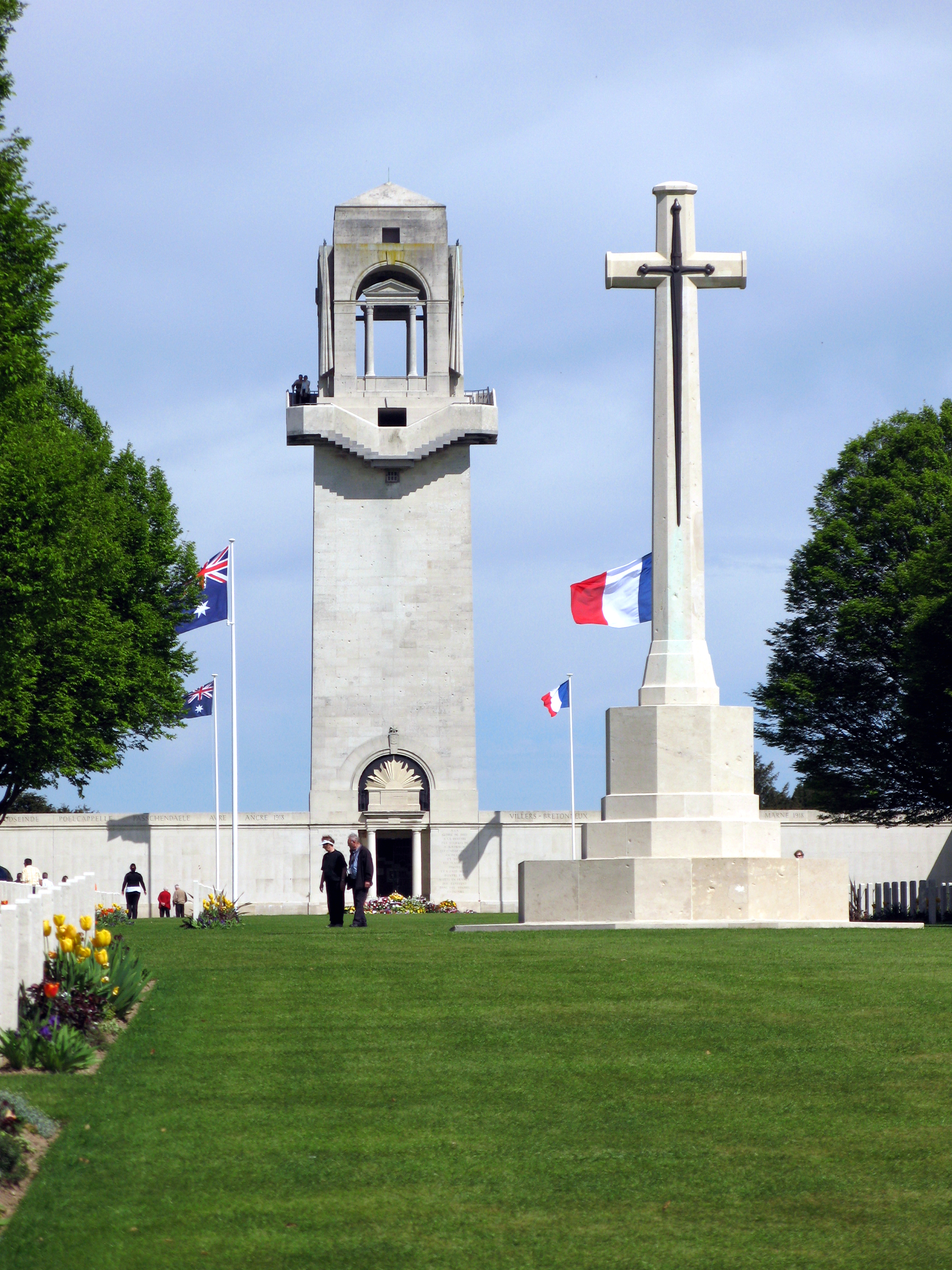
Gedenkstätte Mémorial national australien de Villers-Bretonneux

## Persönlichkeiten
- Hugo de Folieto (um 1100–um 1174), auch Hugo von Fouilloy, französischer geistlicher Schriftsteller des 12. Jahrhunderts
- Ansgar von Bremen (801–865), der in Skandinavien missionierte und 825 als Bischof von Bremen und Hamburg starb, wurde angeblich am 8. September 801 in Fouilloy geboren[1]
- Évrard de Fouilloy, Bischof von Amiens (um 1145–1222), in Fouilloy geboren
- Jules Lardière, Textilindustrieller, Bürgermeister von Fouilloy (1829–1876)
- Georges Duhamel (1884–1966), Arzt und Schriftsteller, im Ersten Weltkrieg in Fouilloy tätig